# 首藤由紀
首藤 由紀（しゅとう ゆき）は、日本の防災対策の専門家。

## 略歴
1986年、東北大学文学部社会学科心理学専攻を卒業後、1997年、早稲田大学大学院人間科学研究科博士後期課程修了退学。株式会社防災都市計画研究所を経て、株式会社社会安全研究所設立に参画。ヒューマンファクター研究部長、副所長を経て、代表取締役所長に就任。専門は災害心理学。原子力発電所の安全問題や、東日本大震災で多数の児童が津波の犠牲となった宮城県石巻市立大川小学校の事故検証委員会に事務局として参加している。なお、検証委員会の出した検証結果については有識者、遺族等から不満の声が上がり、裁判に発展。2016年10月26日に仙台地方裁判所によって学校の過失を認める判決が下されている。

## 公職・委員歴
主な公職・委員歴は下記の通り。
- 国土交通省航空・鉄道事故調査委員会　委員（非常勤）[5]
- 原子力安全委員会専門委員（原子力施設等防災専門部会　他）
- 経済産業省総合資源エネルギー調査会臨時委員（原子力安全・保安部会　他）
- 文部科学省宇宙開発委員会特別委員（安全部会）
- 文部科学省原子力防災検討会委員
- 東京都火災予防審議会委員